# Лозовенька (село)
Лозове́нька (укр. Лозовенька) — село в Балаклейском районе Харьковской области Украины.
Является административным центром Лозовеньковского сельского совета, в который, кроме того, входят села Вольное и Новая Серпуховка.

## Географическое положение
Село Лозовенька находится на реке Лозовенька, ниже по течению на расстоянии в 2 км расположено село Новоселовка.

## История
- Впервые упоминается в 1772 году[1].
- 1829 — Шебелинское восстание - выступление крестьян в отдельных сёлах и слободах (в том числе в селе Лозовенька) Слободско-Украинской губернии против превращения их царским правительством в военных поселенцев.
- В 1923 году в УССР прошла административно-территориальная реформа УССР (1923-1930) с упразднением уездов и созданием районов. В 1920-х годах была центром небольшого Лозовеньковского района Изюмского округа Харьковской губернии УССР[2], который затем в ... году был упразднён и присоединён к Балаклейскому району.
- Во время Великой Отечественной войны село находилось под немецкой оккупацией с 1941 по 1943 год.
- 1942 — Харьковская операция (1942). В ночь с 26 на 27 мая в районе села шли на прорыв из "Барвенковского котла" по направлению на Чепель части 6-й и 57-й армий при поддержке сводной танковой группы генерал-майора Кузьмина, состоявшей из остатков 5-й гвардейской, 7-й, 37-й, 38-й и 43-й танковых бригад, а также остатков 21-го и 23-го танковых корпусов. Прорыв сопровождался большими потерями войск Красной армии[3].
- По состоянию на начало 1966 года численность населения составляла 884 человека, здесь действовали колхоз им. Свердлова (шефство над которым взял харьковский завод "Серп и молот"), больница, средняя школа, клуб и библиотека[4].
- Население по переписи 2001 г. составляло 602 человека.

## Экономика
- В селе была молочно-товарная и овце-товарная фермы.
- «Ланы Украины», сельскохозяйственное ЗАО.

## Достопримечательности
- Братская могила советских воинов. Похоронено 270 воинов.